# 浜松自動車学校
浜松自動車学校（はままつじどうしゃがっこう、英称Hamamatsu Driving School）は、遠鉄自動車学校に合併されるまで静岡県内で4校の自動車学校を運営していた企業、ならびに本社である静岡県浜松市中央区丸塚町にある自動車学校の校名である。

## 概要
グループ校は浜松自動車学校のほか、遠鉄袋井自動車学校、遠鉄浜岡自動車学校、遠鉄中部自動車学校があり、地元では略して「浜自」などの愛称で呼ばれることも多い。
浜松自動車学校の母体は、以前は浜自グループとして浜松スポーツセンターや掛川グランドホテルなどを経営していたが、2011年1月に株式譲渡により遠州鉄道の100%子会社となった。同じ遠州鉄道の100%子会社である遠鉄自動車学校とは別法人であったが、2018年10月に合併した。
静岡県で初めて民間の公安委員会指定校として認可された歴史のある教習所で、普通車だけでなく、大型・中型・特殊・けん引などの車種を取り扱っている。ストレートが230mの広い教習コースを持ち、女性専用の合宿用宿泊施設を併設している。若い教習指導員が多く、女性指導員が多いのも特徴となっている。

## 事業所
- 浜松自動車学校
- 遠鉄袋井自動車学校
- 遠鉄浜岡自動車学校
- 遠鉄中部自動車学校

## 浜松自動車学校
敷地は丸塚町と原島町に跨がっている。また、遠州鉄道浜松東不動産営業所（直営）や遠鉄タクシー浜松東営業所（旧遠鉄交通丸塚営業所）と隣接している。

### 取扱車種
- 普通自動車(MT/AT)
- 準中型自動車
- 中型自動車
- 大型自動車
- 大型特殊自動車
- けん引

### 取扱講習
- 高齢者講習

### アクセス
- 遠鉄バス78蒲線「浜松自動車学校」停留所から徒歩約3分。

## 遠鉄袋井自動車学校
遠鉄袋井自動車学校（えんてつふくろいじどうしゃがっこう）は、株式会社浜松自動車学校が運営する自動車学校のことを指す。地元では略して「袋自」などの愛称で呼ばれることも多い。
普通車専用の教習コースのほか、合宿用宿泊施設を併設している。若い教習指導員が多く、女性指導員が多いのも特徴となっている。

### 所在地
- 静岡県袋井市諸井1238

### アクセス
- 秋葉バスサービス秋葉中遠線「諸井」停留所から徒歩約3分。

### 取扱車種
- 普通自動車(MT/AT)
- 準中型自動車

### 取扱講習
- 高齢者講習

## 遠鉄浜岡自動車学校

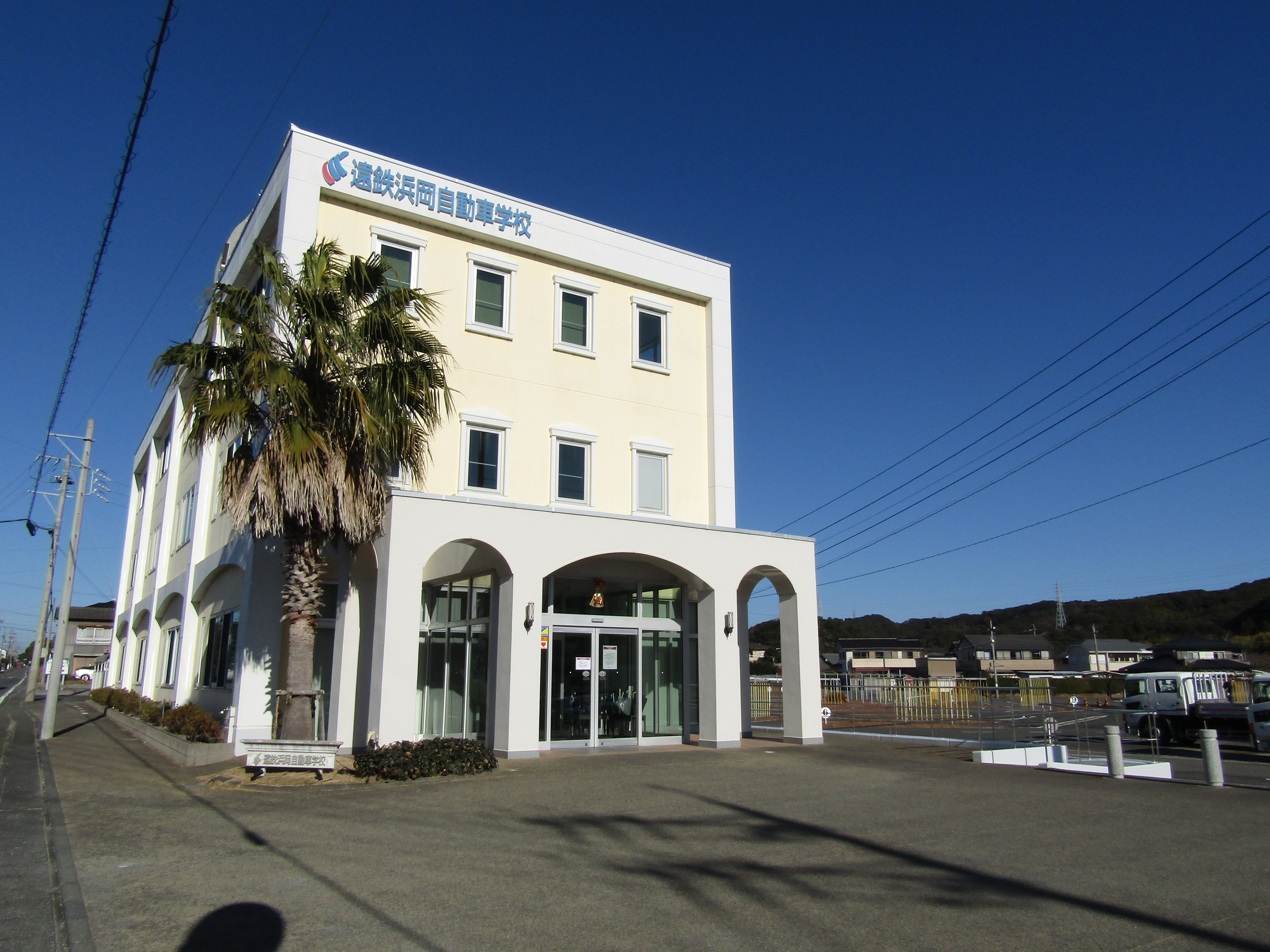
2025年1月

遠鉄浜岡自動車学校（えんてつはまおかじどうしゃがっこう）は、株式会社浜松自動車学校が運営する自動車学校のことを指す。地元では略して「浜自」などの愛称で呼ばれることも多い。普通車だけでなく、大型・中型・大型特殊などの車種を取り扱っている。

### 所在地
- 静岡県御前崎市池新田3688

### アクセス
- 御前崎市自主運行バス御前崎市内線「東町公民館前」停留所から徒歩約10分。

### 取扱車種
- 普通自動車(MT/AT)
- 準中型自動車
- 中型自動車
- 大型自動車
- 大型特殊自動車

### 取扱講習
- 高齢者講習

## 遠鉄中部自動車学校
遠鉄中部自動車学校（えんてつちゅうぶじどうしゃがっこう）は、静岡県焼津市にある静岡県公安委員会指定自動車教習所である。当校は旧浜自グループではなく、株式会社静岡県中部自動車学校が運営していた自動車学校である。また、遠鉄自動車学校グループの合宿免許対応地域に含まれる静岡県駿河地区に位置している。

### 所在地
- 静岡県焼津市柳新屋771

### アクセス
- しずてつジャストライン五十海大住線「柳新屋」停留所から徒歩約3分。
- JR東海道線西焼津駅から徒歩約10分。

### 取扱車種
- 普通自動車(MT/AT)
- 準中型自動車
- 大型自動二輪車(MT)
- 普通自動二輪車(MT/AT)
- 小型限定普通自動二輪車(AT)

## 年表
- 1961年2月1日 - 伊藤武氏により浜松市丸塚町に浜松自動車教習所として設立
- 1961年11月2日 - 静岡県公安委員会から指定自動車教習所の指定を受ける（民間では静岡県初）
- 1964年 御前崎市（旧小笠郡浜岡町）に浜岡自動車学校（公認）を建設
- 1971年9月1日 - 株式会社浜松自動車学校と改称
- 1978年 袋井市（旧磐田郡浅羽町）に浜自袋井自動車学校が建設される。
- 1979年9月1日 - 株式会社浜松自動車学校は、浜岡自動車学校と袋井自動車学校を傘下に運営してきたが、それぞれ別会社として分離独立
- 1991年9月1日 - 子会社の株式会社袋井自動車学校を吸収合併
- 2011年1月31日 - 遠州鉄道株式会社が株式を取得し、遠鉄グループの一員となる。袋井自動車学校を遠鉄袋井自動車学校と校名変更。浜岡自動車学校を遠鉄浜岡自動車学校と校名変更。
- 2012年3月1日 - 子会社の株式会社浜岡自動車学校を吸収合併
- 2012年11月4日 - 新築の新校舎がオープン
- 2016年4月 - 株式会社静岡県中部自動車学校を吸収合併し、校名を遠鉄中部自動車学校に改称[2]
- 2018年10月1日 - 株式会社遠鉄自動車学校に吸収合併される